# Sächsische Bekenntnis-Initiative
Die Sächsische Bekenntnis-Initiative (SBI) ist ein Zusammenschluss, dem Kirchgemeinden, Gemeinschaften, Werke und Einzelpersonen innerhalb der Evangelisch-Lutherischen Landeskirche Sachsens angehören. Zur Bekenntnis-Initiative gehören unter anderen der Landesverband Landeskirchlicher Gemeinschaften Sachsen mit 430 Ortsverbänden, der Jugendverband Entschieden für Christus (etwa 2400 Personen), der CVJM Sachsen (etwa 1400 Personen), 106 Kirchenvorstände und etwa 7900 Einzelpersonen (Stand 2014).

## Vorgeschichte
In der Bundesrepublik Deutschland formierte sich in den 1960er Jahren Widerstand gegen die vorherrschende akademische Theologie (Stichwort: Historisch-kritische Exegese), der 1966 zur Gründung der Bekenntnisbewegung Kein anderes Evangelium führte. Im November 1970 gründete sich auch in der DDR auf Initiative des Lutherischen Konvents Sachsen eine Arbeitsgemeinschaft Kirche und Bekenntnis. Von staatlicher Seite wurde eine innerkirchliche Zersplitterung begrüßt. Unter diesen politischen Rahmenbedingungen trugen die Evangelikalen ihren Protest gegen die Kirche nicht offensiv vor, und die Landeskirche übte Zurückhaltung gegenüber der Bekenntnisbewegung. Am 9. Januar 1971 stellte sich die Arbeitsgemeinschaft mit einem Gottesdienst in der Petrikirche (Karl-Marx-Stadt) der Öffentlichkeit vor. Sie wollte „der kirchlichen und theologischen Krise“ entgegentreten und wurde von pietistischen und konfessionell-lutherischen Gruppen innerhalb der sächsischen Landeskirche getragen. In den anderen Landeskirchen auf dem Gebiet der DDR formierte sich keine vergleichbare Bekenntnisbewegung; ein Anschluss an die Konferenz der bekennenden Gemeinschaften in Deutschland war für die Arbeitsgemeinschaft nicht möglich. Der Landesverband Landeskirchlicher Gemeinschaften Sachsen, das Lutherische Einigungswerk und der Volksmissionskreis Sachsen gehörten 1970/71 zu den Gruppen, die den Arbeitskreis trugen; 2012 gehörten sie zu den Gründungsmitgliedern der Sächsischen Bekenntnis-Initiative.

## Gründung

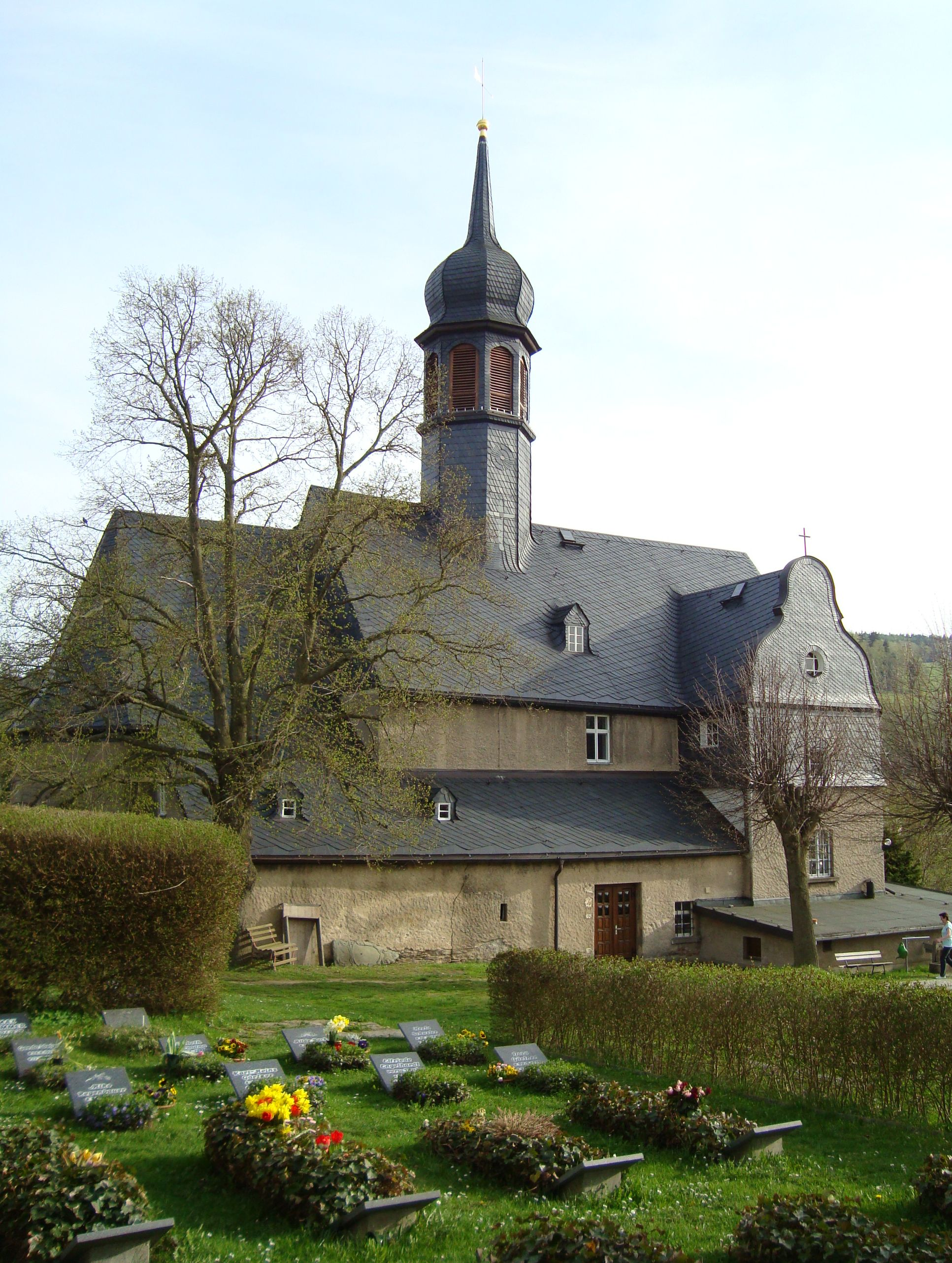
St.- Barbara-Kirche, Markersbach im Erzgebirge (2010)

Die Sächsische Bekenntnis-Initiative wurde am 30. Januar 2012 in Markersbach gegründet. Im Hintergrund standen innerkirchliche Diskussionen um das sächsische Pfarrerdienstgesetz. In der Bekenntnis-Initiative organisierten sich Gegner der Regelung, dass eingetragene Lebenspartnerschaften im Pfarrhaus gelebt werden können, wenn Ortsgemeinde und Kirchenleitung zustimmen. In Markersbach wurde folgende Erklärung verabschiedet: „Wir erkennen das Bemühen der Kirchenleitung an, eine Regelung zu schaffen, die der Einheit der Landeskirche dient. Dennoch müssen wir wesentlichen Inhalten ihres Beschlusses aufgrund von Schrift und  Bekenntnis widersprechen. Wir erwarten von der Landessynode dringend ein Kirchengesetz, das uns auch weiterhin Loyalität zu den Beschlüssen der Landeskirche ermöglicht und uns vor Regelungen und Situationen bewahrt, die wir als schrift- und bekenntniswidrig ablehnen müssen.“ Der Markersbacher Erklärung schloss sich etwa ein Fünftel aller Kirchgemeinden der Sächsischen Landeskirche an.

## Gesprächsprozess 2012 bis 2015
Im April 2012 fand in Dresden eine Landessynode statt, auf der es auch um die Änderung im Pfarrerdienstrecht ging. Im Vorfeld sammelte die Bekenntnis-Initiative etwa 8000 Unterschriften gegen die umstrittene Neuregelung. Als einer der Anführer der Initiative erklärte Carsten Rentzing, Pfarrer in Markneukirchen: „Pfarrerinnen und Pfarrer sollen mit ihrer Lebensweise auch die Lehren der Kirche verkündigen. Eine homosexuelle Lebensweise entspricht aber nicht dem Schöpfungswillen Gottes.“ Rentzing galt auch als Mitbegründer der Bekenntnis-Initiative im Erzgebirge, ohne ihr allerdings selbst anzugehören.
Die Landessynode regte daraufhin einen dreijährigen Gesprächsprozess über die Änderung von § 39 des EKD-Pfarrerdienstgesetzes an, weil damit grundsätzliche Fragen des Familienbildes und des Bibelverständnisses aufgebrochen seien, die nicht durch einen Mehrheitsbeschluss entschieden werden könnten.
Das Landeskirchenamt setzte eine Arbeitsgruppe unter Leitung von Oberlandeskirchenrat Dietrich Bauer ein; dazu gehörten: die Oberlandeskirchenräte Peter Meis und Klaus Schurig, Professor Johannes Berthold (Vorsitzender des Sächsischen Gemeinschaftsverbandes) sowie Pfarrer Carsten Rentzing. Eine Extra-Seite wurde auf der Homepage der Landeskirche eingerichtet, auf der verschiedene Materialien zu finden waren, die als Impuls für das Gespräch in Gemeinden und Gruppen dienen sollten, darunter zwei aufeinander bezogene Thesenreihen von Meis und Rentzing, die bei Veranstaltungen häufig eingesetzt wurden. Die SBI machte sich die 20 Thesen Rentzings zu eigen.
Am 1. Juni 2012 stellte das zu den Gründungsmitgliedern der SBI gehörende Missionswerk Evangelisationsteam den Status confessionis fest. Es erkannte Bischof, Kirchenleitung und Synode nicht mehr an und rief zu einer Bekenntnissynode (wie 1934 in Barmen) auf. Theo Lehmann und andere Evangelikale gebrauchten „Sprache, Stil und theologische Legitimationsformeln der Bekennenden Kirche“. Die Frage, ob der Status confessionis eingetreten sei, wurde innerhalb der Sächsischen Bekenntnis-Initiative diskutiert. Theo Lehmann kündigte Landesbischof Jochen Bohl persönlich die Loyalität auf, was für ihn als Pfarrer im Ruhestand folgenlos blieb. Der Leiter des Evangelisationsteams, Lutz Scheufler, wurde aus dem kirchlichen Dienst entlassen, andere kirchliche Mitarbeiter erhielten Abmahnungen.
Der Gesprächsprozess endete mit der Frühjahrstagung der Landessynode 2015. Dabei wurde festgestellt, dass es zum Wesen der Kirche Christi gehöre, dass in ihr um das richtige Verständnis der Bibel gerungen werde. In Fragen ethischer Urteilsbildung auf biblischer Grundlage sei kein Konsens erreicht worden. Die Bekenntnis-Initiative interpretierte das Ergebnis als Gewährung von „Raum und Schutz für konservative Christen“ in der Landeskirche, einen Freiraum, den man nutzen wolle; zu Resignation oder Kirchenaustritt bestehe kein Anlass.

## Amtszeit von Bischof Rentzing 2015 bis 2019

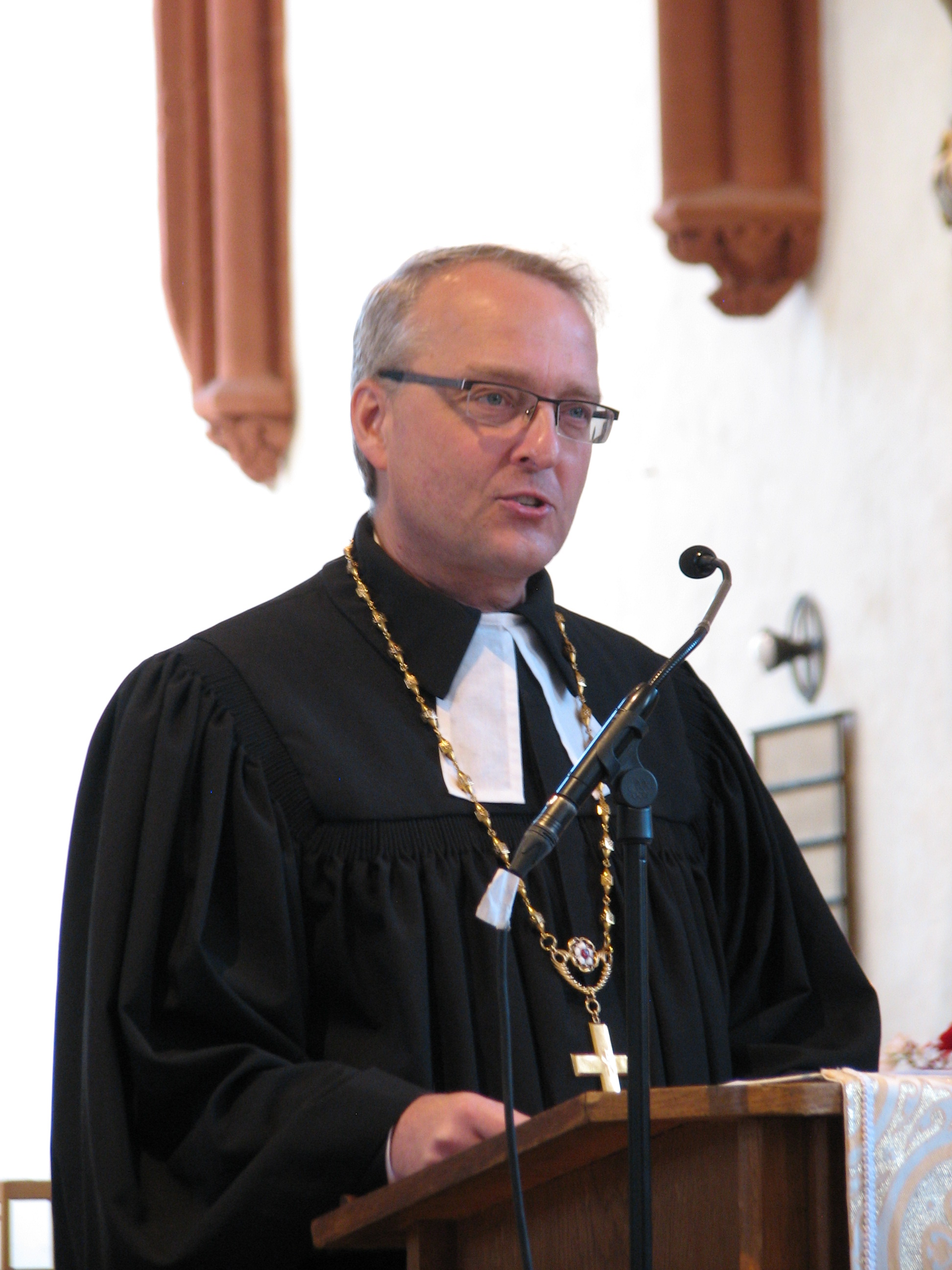
Carsten Rentzing als Landesbischof (2017)

Als Carsten Rentzing am 21. Mai 2015 im sechsten Wahlgang mit knapper Mehrheit zum neuen Landesbischof gewählt wurde, stand er vor der Aufgabe, die Polarisierung innerhalb der sächsischen Landeskirche zu überwinden. Der Markersbacher Pfarrer Gaston Nogrady erklärte seitens der Sächsischen Bekenntnis-Initiative, dass die SBI respektiere, dass Rentzing „ein Bischof aller“ sein werde. Rentzing kündigte an, dass er in der Kirche niemanden ausgrenzen wolle, aber persönlich könne er auch nicht dazu raten, die eigene Homosexualität offen zu leben. Nach einem Jahr im Amt äußerte sich Rentzing in einem Interview positiv über den von der Landeskirche vor seiner Wahl vertretenen (und von ihm seinerzeit kritisierten) Modus Vivendi in Bezug auf Lebensgemeinschaften im Pfarrhaus; dieser werde lange Bestand haben. Trauungen schloss er aus, aber über die Segnung gleichgeschlechtlicher Paare könne man reden.
Liberale Kirchenmitglieder gründeten Pfingsten 2016 das „Forum für Gemeinschaft und Theologie“, welches eine eigene Internetplattform betreibt und zu jährlichen Diskussionsveranstaltungen einlädt. Diese Gruppe versteht sich als Gegengewicht zur SBI. „Initiativen wie die sächsische Bekenntnis-Initiative prägen ein einseitiges, in meinen Augen rückwärts gerichtetes Bild, welchem wir ein anderes Verständnis von Kirche und Glauben gegenüberstellen wollen“, so der Sprecher des Forums, Christoph Maier, in einer Presseerklärung.
Im Herbst 2016 beschloss die Kirchenleitung, Pfarrer ab dem Folgejahr darüber entscheiden zu lassen, ob sie – als Einzelfallregelung – ein homosexuelles Paar segnen oder nicht. Bischof Rentzing betonte, dass er persönlich eine solche Segnung ablehne. Das „Forum für Gemeinschaft und Theologie“ begrüßte den Beschluss der Kirchenleitung. Die Sächsische Bekenntnis-Initiative erklärte den Beschluss der Kirchenleitung für geistlich unzulässig und kirchenrechtlich nichtig. Sie veröffentlichte eine Handreichung, die Mitglieder des Kirchenvorstands darüber informieren sollte, dass die Segnung gleichgeschlechtlicher Paare im Widerspruch zu Bibel und Bekenntnis stehe.

## Charakterisierung der SBI
Leitbegriff der Bekenntnis-Initiative ist die christliche Familie, verstanden als traditionelle patriarchale Familie. Sie gilt als Kern einer „gesunden“ Gesellschaft. Verschiedene gesellschaftliche Entwicklungen werden als Bedrohungen dieser Familie interpretiert. Daraus folgt die Ablehnung von „Gendermainstraming und ‚Multikulti‘, von Abtreibung und sexuellen Orientierungen abseits von Heterosexualität.“
Die Journalistin Jennifer Stange recherchierte im Auftrag der Heinrich-Böll-Stiftung die Vernetzung evangelikaler Personen und Organisationen in Sachsen. Sie prägte den Begriff „Sächsischer Biblebelt“; dieser wird in Medienberichten, aber auch in Fachliteratur als Erklärungsmuster für die regionale Verwurzelung der SBI im südlichen Sachsen, zwischen Vogtland und Erzgebirge, verwendet. Dabei schreibt Stange dem Evangelisationsteam und der Arbeitsgemeinschaft für Weltanschauungsfragen („AG Welt“) die Rolle einer fundamentalistischen Avantgarde zu, sie seien vor allem im Bible Belt aktiv. Stange wirft der Sächsischen Landeskirche eine Appeasement-Politik vor; da sie Mission als überaus wichtiges Tätigkeitsfeld einschätze, lasse sie das Evangelisationsteam gewähren, stelle ihm kirchliche Infrastruktur zur Verfügung und ignoriere die gegen sie gerichtete Kritik. Die Missionare kooperierten, so Stange, mit den Hauskreisen und Bibelgruppen ländlicher Gemeinden, denen die Frischbekehrten übergeben würden. In diesen Gemeinden existiere ein „relativ geschlossenes Milieu, … in dem der Glaube vergleichsweise streng gelebt wird.“ Dabei komme ihnen zustatten, dass sie in strukturschwachen Regionen neben den Sportvereinen Freizeitangebote machten und Einfluss auf das kommunale Leben nehmen könnten.
Nach Michael Lühmann (Göttinger Institut für Demokratieforschung) stehe hinter der Bekenntnis-Initiative ein „ultrakonservativ-religiöse[s], evangelikal bekennende[s], rechtsoffene[s] Netzwerk“, – er nennt den Bruderrat des Gemeindehilfsbundes und das Gemeindenetzwerk – und dieses habe eine geistige Nähe zur AfD („Leiden an Diversität“).